# Federazione calcistica del Bahrein
La Federazione calcistica del Bahrein (in arabo الاتحاد البحريني لكرة القدم, in inglese Bahrain Football Association, acronimo BFA) è l'organismo che governa il calcio in Bahrein. Costituita nel 1957, è affiliata alla FIFA dal 1966 ed è membro dell'Asian Football Confederation (AFC) dal 1969. Organizza il campionato di calcio del Bahrein e controlla la nazionale di calcio locale.